# Filtro a coseno rialzato
Il filtro a coseno rialzato è un particolare tipo di filtro elettronico usato per sagomare l'impulso dati nei sistemi di modulazione digitale. La sua risposta impulsiva è nulla negli istanti multipli del tempo di simbolo, pertanto appartiene alla famiglia dei filtri di Nyquist, i quali riducono l'interferenza intersimbolica (ISI).
Il nome discende dal fatto che la porzione non nulla del suo spettro, almeno nella versione più semplice, è una funzione coseno rialzata sopra l'asse delle frequenze (si veda la figura in basso).

## Descrizione matematica
Il filtro a coseno rialzato realizza il filtro di Nyquist passa-basso, con la proprietà della simmetria vestigiale. Pertanto, il suo spettro possiede una simmetria dispari attorno a {\displaystyle {\frac {1}{2T}}}, ove {\displaystyle T} è il tempo di simbolo del sistema di comunicazioni.
La sua descrizione nel dominio della frequenza è fornita da una funzione a tratti data da:
{\displaystyle H(f)={\begin{cases}T,&|f|\leq {\frac {1-\beta }{2T}}\\{\frac {T}{2}}\left[1+\cos \left({\frac {\pi T}{\beta }}\left[|f|-{\frac {1-\beta }{2T}}\right]\right)\right],&{\frac {1-\beta }{2T}}<|f|\leq {\frac {1+\beta }{2T}}\\0,&{\mbox{altrove}}\end{cases}}}
{\displaystyle 0\leq \beta \leq 1}
e caratterizzata da due parametri: {\displaystyle \beta }, il fattore di rotolamento (roll-off), e {\displaystyle T}, il tempo di simbolo (reciproco della frequenza di simbolo).
La risposta impulsiva di tale filtro è data da:
{\displaystyle h(t)={\begin{cases}{\frac {\pi }{4}}\;\mathrm {sinc} \left({\frac {1}{2\beta }}\right),&t=\pm {\frac {T}{2\beta }}\\\mathrm {sinc} \left({\frac {t}{T}}\right){\frac {\cos \left({\frac {\pi \beta t}{T}}\right)}{1-\left({\frac {2\beta t}{T}}\right)^{2}}},&{\mbox{altrove}}\end{cases}}}
in termini della funzione sinc normalizzata.

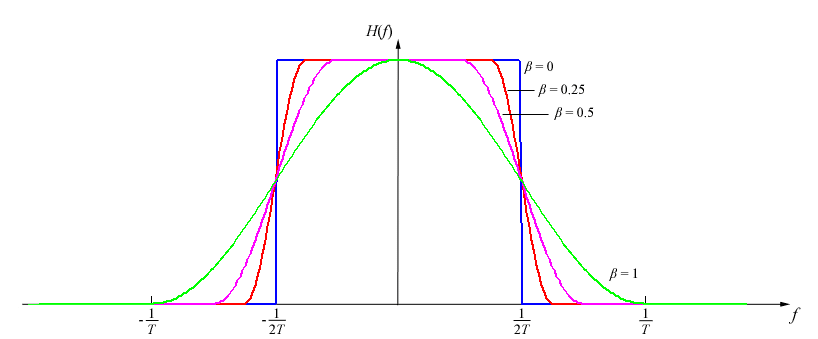
Risposta in ampiezza di un filtro a coseno rialzato per diversi valori di fattore di roll-off

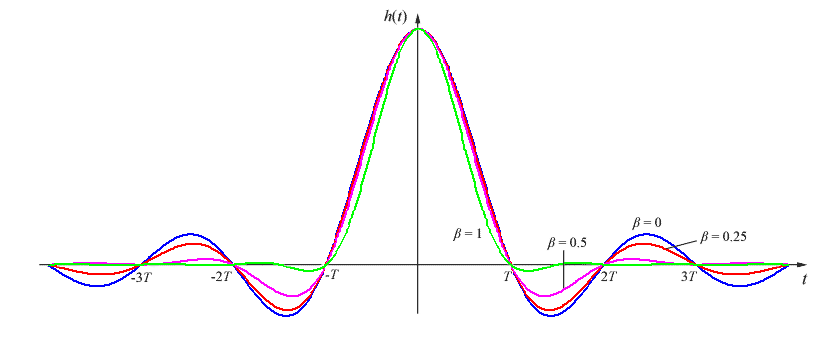
Risposta impulsiva di un filtro a coseno rialzato per diversi valori di fattore di roll-off

### Fattore di roll-off
Il fattore di roll-off, {\displaystyle \beta }, rappresenta una misura dell'eccesso di banda del filtro, cioè la banda occupata al di là della banda di Nyquist {\displaystyle {\frac {1}{2T}}}. Denotando con {\displaystyle \Delta f} l'eccesso di banda, allora:
{\displaystyle \beta ={\frac {\Delta f}{\left({\frac {1}{2T}}\right)}}={\frac {\Delta f}{R_{S}/2}}=2T\Delta f}
ove {\displaystyle R_{S}={\frac {1}{T}}} è la frequenza di simbolo.
Il grafico mostra la risposta in ampiezza quando {\displaystyle \beta } viene fatto variare tra 0 e 1, e l'effetto corrispondente sulla risposta impulsiva. Come si può notare, il livello di ondulazione nel dominio del tempo cresce al diminuire di {\displaystyle \beta }. Ciò dimostra come sia possibile ridurre l'eccesso di banda del filtro alle spese di un allungamento della risposta impulsiva.

#### β=0{\displaystyle \beta =0}
Quando {\displaystyle \beta } tende a 0, la zona di roll-off diventa sempre più stretta, quindi:
{\displaystyle \lim _{\beta \rightarrow 0}H(f)=\mathrm {rect} (fT)}
dove {\displaystyle \mathrm {rect} (\cdot )} è la funzione rettangolare, e la risposta impulsiva tende al {\displaystyle \mathrm {sinc} \left({\frac {t}{T}}\right)} ideale. Pertanto, converge ad un filtro passa-banda ideale.

#### β=1{\displaystyle \beta =1}
Quando {\displaystyle \beta =1}, la parte non nulla dello spettro è un coseno rialzato puro, che conduce alla semplificazione:
{\displaystyle H(f)|_{\beta =1}=\left\{{\begin{matrix}{\frac {1}{2}}\left[1+\cos \left(\pi fT\right)\right],&|f|\leq {\frac {1}{T}}\\0,&{\mbox{altrove}}\end{matrix}}\right.}

### Larghezza di banda
La banda di un filtro a coseno rialzato è comunemente definita come la larghezza di banda della porzione non nulla del suo spettro, cioè:
{\displaystyle BW={\frac {1}{2}}R_{S}(1+\beta )}

## Applicazioni

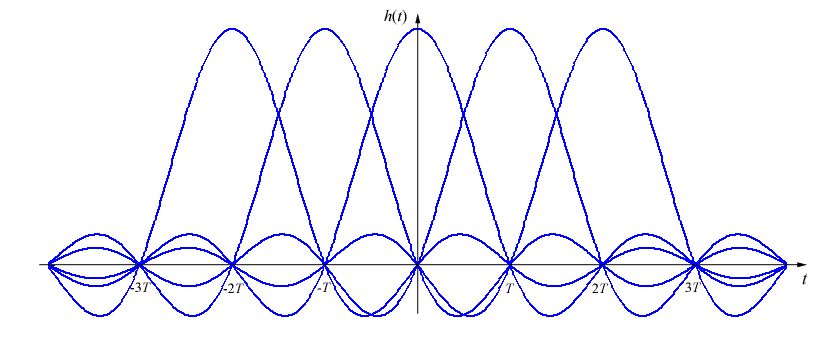
Impulsi a coseno rialzato consecutivi permettono di dimostrare la proprietà di zero-ISI

Quando viene utilizzato per filtrare un flusso di simboli, un filtro di Nyquist ha la proprietà di eliminare l'ISI, dato che la sua risposta impulsiva è nulla ad ogni {\displaystyle nT} (dove {\displaystyle n} è un numero intero), eccetto che per {\displaystyle n=0}.
Di conseguenza, se la forma d'onda trasmessa è correttamente campionata al ricevitore, i valori originali dei simboli possono essere completamente recuperati.
Comunque, nella maggior parte dei sistemi di comunicazione utilizzati nella pratica, un filtro adattato deve essere usato al ricevitore, a causa degli effetti del rumore bianco.
Questa condizione richiede il seguente vincolo, in presenza di canale ideale:
{\displaystyle H_{R}(f)=H_{T}^{*}(f)}
cioè:
{\displaystyle |H_{R}(f)|=|H_{T}(f)|={\sqrt {|H(f)|}}}
Per soddisfare questo vincolo pur continuando a fornire ISI nulla, un filtro a radice di coseno rialzato è usato, tipicamente, ad entrambi gli estremi del sistema di telecomunicazioni. In questo modo la risposta totale del sistema è a coseno rialzato.
Infatti, in presenza di canale attivo con risposta impulsiva {\displaystyle C(f)}, si ha:
{\displaystyle |H_{R}(f)|=k|H_{TC}(f)|} con {\displaystyle H_{TC}(f)=H_{T}(f)C(f)}
ed anche con:
{\displaystyle H_{N}(f)=|H_{T}(f)||C(f)||H_{R}(f)|}
con {\displaystyle H_{N}(f)} impulso di Nyquist a Coseno Rialzato, quindi:
{\displaystyle |H_{R}(f)|={\sqrt {k}}{\sqrt {|H_{N}(f)|}}}
ed anche:
{\displaystyle H_{T}(f)={\frac {1}{\sqrt {k}}}{\frac {\sqrt {|H_{N}(f)|}}{C(f)}}}
Nel caso particolare di un sistema P.A.M. binario si ha:
{\displaystyle k=1/E_{b}}, con {\displaystyle E_{b}} l'Energia per bit.